# Шлангова ялинка
́
Шлангова ялинка — набір конусоподібних ділянок штуцерів для кріплення шлангів. Шлангові ялинки дозволяють легко з'єднати штуцер з гнучкими пластиковими або гумовими трубками, які вже не так легко від'єднати. Шлангові ялинки широко застосовуються в перфузії та хімічному лабораторному обладнанні . Фітинги шлангових ялинок — це невеликі вигнуті, зігнуті або Т-подібні труби або шланги зі шланговими ялинками принаймні на одній стороні, що використовуються для з'єднання двох або більше частин трубопроводів.